# Lager für Erholung und Arbeit

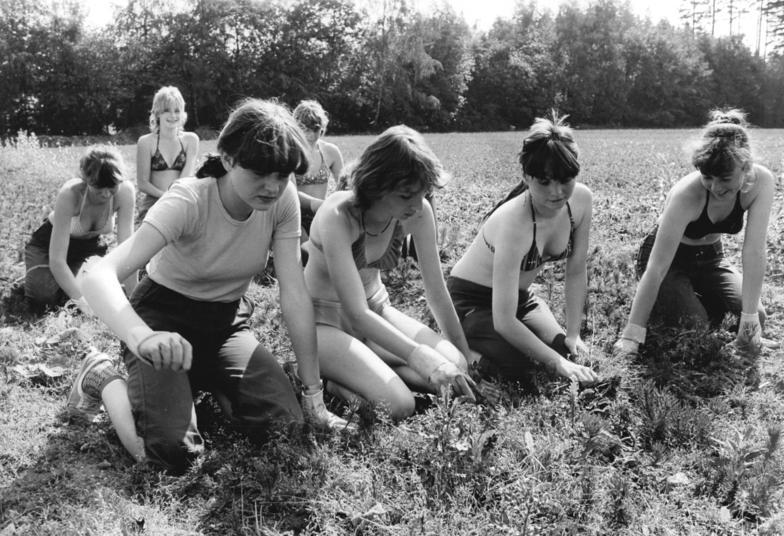
Deutsche und polnische Schülerinnen bei der Arbeit in einer Baumschule

Lager für Erholung und Arbeit wurden in der DDR vielerorts für Schüler ab dem 14. Lebensjahr für ca. zwei Wochen während der Sommerferien veranstaltet.

## Details
Die Teilnahme war überwiegend freiwillig. Allerdings gab es Klassenlehrer oder Schuldirektoren, die ganze Schulklassen zur Teilnahme aufforderten. Häufig waren es Schüler der ehemaligen 9. Klassen, die in den Sommerferien an den Lagern für Erholung und Arbeit teilnahmen. Die gemeinsame Teilnahme sollte nach dem Verständnis der FDJ-Führung und der Schulleitungen zur Kollektivfestigung dienen. Der Einsatz beispielsweise als Erntehelfer war dabei der Vorteil für die beteiligten Betriebe.
Der Begriff der Festigung des Kollektivs gehörte zum Standardwortschatz in der Schulpolitik der DDR, aber auch im Bestreben der meisten Schuldirektoren. Oft wurden unter diesem Leitbild ganz normale Klassenfahrten, aber eben auch die klassenweise Teilnahme an den Lager für Erholung und Arbeit verstanden.
Die Arbeit wurde nach den damaligen Tariflöhnen abzugsfrei bezahlt. Für die Versorgung und Unterbringung waren die jeweiligen Betriebe, in denen die Schüler zum Arbeitseinsatz kamen, verantwortlich. Dieses wurde auch örtlich unterschiedlich, teils über die Gemeinden mittels Kommunalverträgen, organisiert. Bei Einsätzen in der Landwirtschaft erfolgte die Essensversorgung meist durch die jeweilige LPG-Küche.
Mitunter wurden als Unterkünfte bestehende Lehrlingswohnheime, Schulen oder Kinderferienlager, bis Mitte der 1980er Jahre teilweise auch Zelte genutzt. Gearbeitet wurde täglich zwischen vier und sechs Stunden, zumeist vormittags. Danach war Freizeit und es wurden kulturelle Veranstaltungen, Urania-Vorträge und meist Diskotheken vor Ort angeboten.
Überwiegend fanden Arbeitseinsätze in der Landwirtschaft statt, so bei der Ernte von Kartoffeln, Rüben oder Erdbeeren. Aber auch in der Forstwirtschaft, im Garten- und Landschaftsbau, beim Ausheben von Gräben, in Industriebetrieben (z. B. in der Textilindustrie oder der Lebensmittelwirtschaft) und beim Sauberhalten von Parks, Plätzen und Straßen wurden die Jugendlichen eingesetzt. Ein Schwerpunkt war in den 1960er und 1970er Jahren die Bewässerung der Landwirtschaft in den nördlichen Bezirken der DDR als Jugendobjekt der FDJ. In den 1980er Jahren wurde die Elektrifizierung der Deutschen Reichsbahn ein neuer Schwerpunkt.

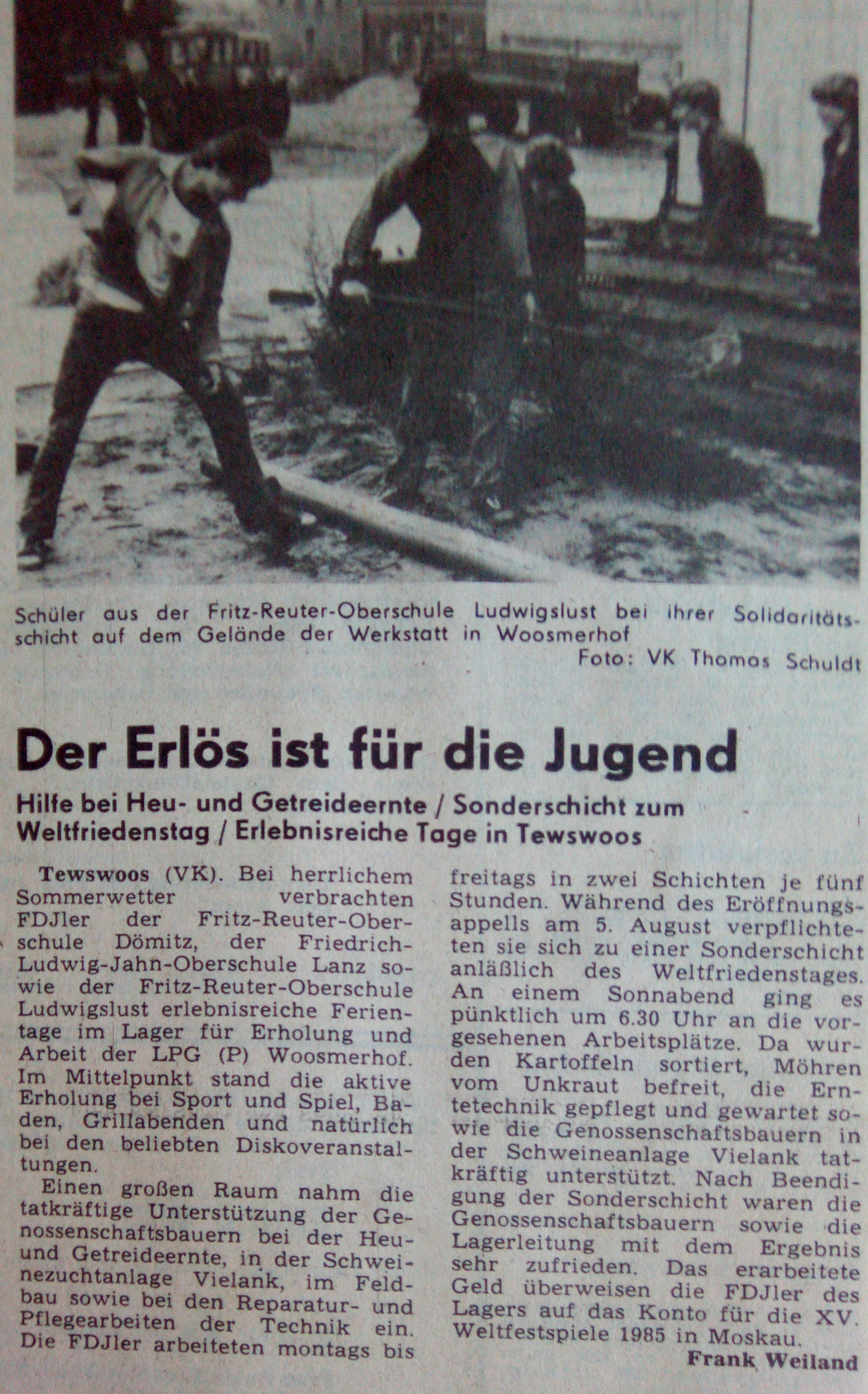
Lager für Erholung und Arbeit, August 1984, Trägerbetrieb LPG(P) Woosmerhof

Es fanden auch Auslandseinsätze, zum Beispiel in Polen, statt. Es kamen aber auch polnische Schüler im Rahmen der Lager für Erholung und Arbeit in die DDR.
Unabhängig von den Lagern gab es in der Schulzeit auch Ernteeinsätze, die nachmittags nach dem Schulunterricht stattfanden.